# Sipe
Sipe su red morskih životinja iz razreda glavonožaca.
Njihov se plašt sastoji od tri mišićna sloja: vanjski i unutarnji su kružne građe i protežu se oko cijelog tijela, dok je srednji sloj građen od poprečnih vlakana okomitih na okolna dva.
Unutar tijela nalazi se kost koja se još naziva sipina kost ili sipovina. To je ostatak vanjske ljušture njenih predaka mekušaca. Na glavi ima krakove kojima hvata hranu, i to njih 10. Osam jednakih s prianjaljkama (adhezivnim organima) dok preostala dva služe za hvatanje plijena i znatno su duža od ostalih. Oni stoje smotani u vrećici ispod očiju, a u vrijeme lova sipa ih može izbaciti velikom brzinom na lovinu. Na njima se osim prianjaljki nalaze i kukice koje smanjuju mogućnost bijega lovine. Ta dva kraka nazivamo tentakulima. Između krakova se nalaze usta s dva zuba karakterističnog izgleda u obliku kljuna. Hrani se ribama, rakovima, i drugim manjim organizmima.
Pri kretanju se služi lijevkom kojim štrca mlazove vode prema naprijed. Bježeći od neprijatelja izlučuje i posebnu vrstu crnila tamnosmeđe boje koja pomiješana s vodom postane neproziran oblak i tako omogući sipi da pobjegne. Do plijena dolazi lako jer je teško uočljiva, i to ne samo zbog promjenjive boje, nego i zbog sposobnosti nabiranja sluzave kože prilagođavajući je teksturi okoline. Naraste do 60 cm dužine i 3 kg težine. Srednja lovna težina joj iznosi oko 0.5 kg.

## Porodice
- Sepiadariidae
  - rod Sepiadarium. 6 vrsta
  - rod Sepioloidea. 2 vrste
  - Sepiidae
  - Rod Metasepia 2 vrste
  - Rod Sepia 3 podroda
  - Rod Sepiella 6 vrsta

## Vanjske poveznice
|  | Zajednički poslužitelj ima još gradiva o temi Sipe |
|  | Wikivrste imaju podatke o taksonu Sipe             |